# Pesedahan
Pesedahan is een bestuurslaag in het regentschap Karangasem van de provincie Bali, Indonesië. Pesedahan telt 1495 inwoners (volkstelling 2010).